# 奥林匹克里昂

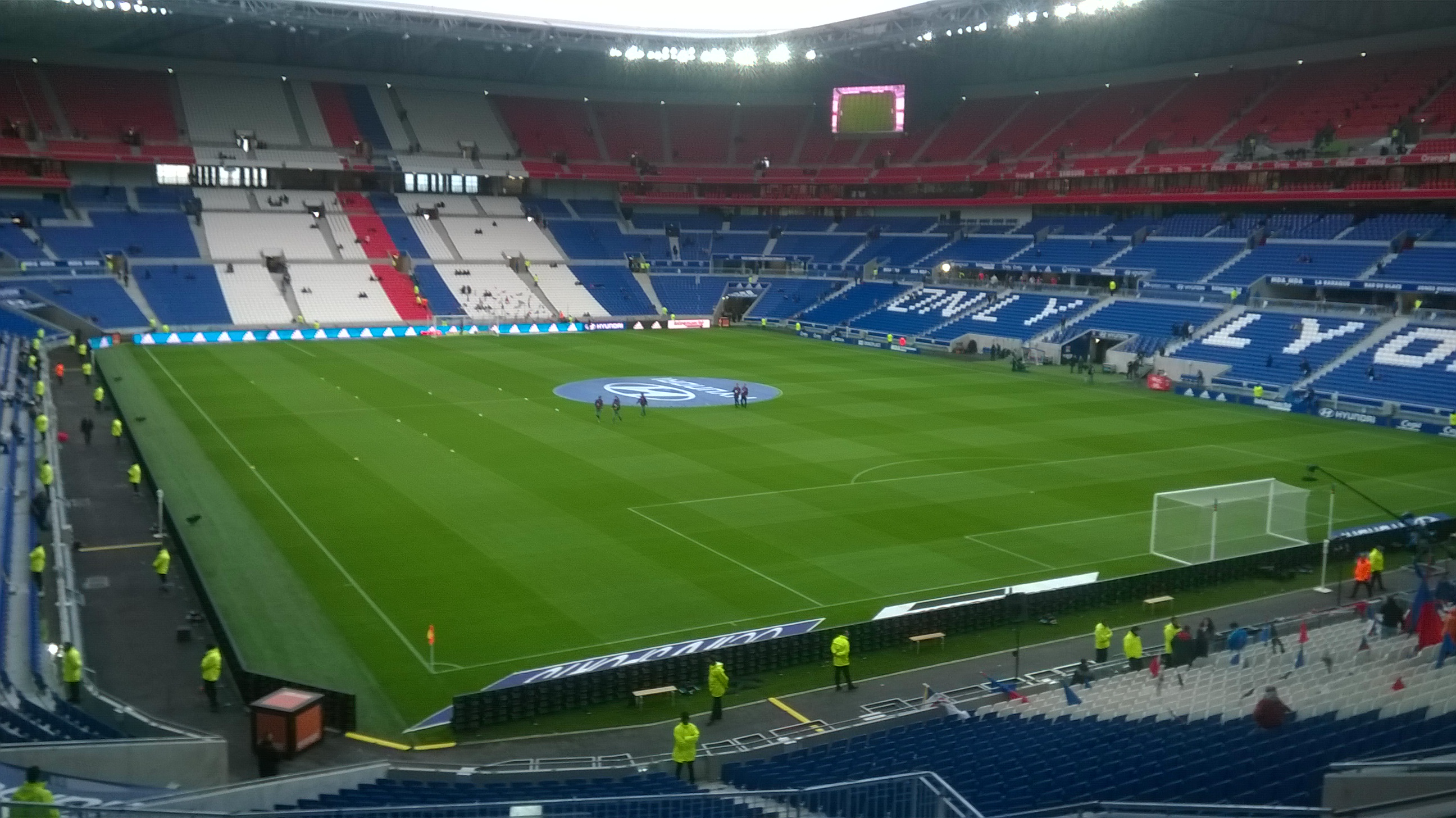
日尔兰体育场

奧林匹克里昂（法語：Olympique lyonnais，簡稱OL或Lyon，中文簡稱里昂）是一間位於法國里昂的足球會，成立於1950年8月3日，前身為里昂·奧林匹克（Lyon Olympique）體育會其中一個分支的足球隊，1889年離開體育會自立門戶成立新球會，但官方網站表示球會於1950年正式成立。現時在法國甲組足球聯賽比賽，球會同時設立男子及女子足球隊。

## 球會歷史
里昂是首屆法國甲組足球聯賽成員之一，可惜名列第十五位而降落乙組，1951年以乙組聯賽冠軍獲得創會後首次錦標。在九十年代之前，球隊並沒有取得輝煌成績，比較優異的算是六十年代曾殺入歐洲盃賽冠軍盃四強，及3度晉身法國盃決賽並2次成功獲冠。
直至90年代末里昂由辛天尼帶領，先連續取得聯賽三甲，到2002年終於首次登上法國頂級聯賽冠軍寶座，同年勒岡（Paul Le Guen）接替執教法國國家足球隊的辛天尼，他其後繼續帶領里昂保持氣勢，加上隊中球員、迪亞拉、及門將表現突出，2003年至2005年橫掃3屆聯賽冠軍，創下連續四年奪得聯賽錦標，平了1960年代末及1990年代初馬賽的四連冠紀錄。
2005年前利物浦領隊重返法國擔任新任領隊，並加入葡萄牙中場，和前華倫西亞前鋒。他亦成功帶領里昂贏得一屆法甲冠軍。
2007年里昂成為首支上市的法國足球會，招股價21至24.4歐元，發行370萬股，集資8400萬歐元。
2007年4月21日，聯賽次名圖盧茲2比3不敵雷恩，令處於榜首的里昂領先次席多達17分距離，里昂因此提前六輪聯賽慶祝球會連續第六年奪得聯賽冠軍，亦是歐洲五大聯賽（英格蘭、德國、西班牙、意大利及法國）歷史上首支聯賽六連冠隊伍。在2007-08年球季，里昂再一次成功衛冕聯賽錦標，達成七連霸偉業。不過在2008-09賽季，里昂排名法甲第三位，聯賽冠軍被波爾多所獲得。
於2010年4月，里昂以兩回合3比2的比數，於歐洲聯賽冠軍盃擊敗波爾多躋身四強，此乃里昂首次晉級此項頂級盃賽的四強階段。
在2019－20欧洲冠军联赛中，里昂在16强中击败了尤文图斯，在四分之一决赛中击败了曼城，10年来首次进入半决赛。然而，他们最终在半决赛中0-3输给了拜仁慕尼黑，被淘汰出局。
2024-25賽季，里昂面臨嚴重財務危機，雖然賽季最終排名法甲第6名，但因為俱樂部負債過多，被法國職業足球財務監管機構DNCG頒佈降級處分，將降至法乙。

## 球會榮譽
| 榮譽                | 次數        | 年度                                                                                   |
| 本 土 聯 賽         | 本 土 聯 賽 | 本 土 聯 賽                                                                            |
| ------------------- | ----------- | -------------------------------------------------------------------------------------- |
| 甲組聯賽 冠軍       | 7           | 2001/02年，2002/03年，2003/04年，2004/05年，2005/06年，2006/07年，2007/08年；          |
| 乙組聯賽 冠軍       | 3           | 1950/51年，1953/54年，1988/89年；                                                      |
| 本 土 盃 賽         |             |                                                                                        |
| 法國盃 冠軍         | 5           | 1963/64年，1966/67年，1972/73年, 2007/08年, 2011/12年；                                |
| 超級盃 冠軍         | 8           | 1972/73年，2001/02年，2002/03年，2003/04年，2004/05年，2005/06年，2006/07年，2011/12年 |
| 聯賽盃 冠軍         | 1           | 2000/01年；                                                                            |
| 歐 洲 賽 事         |             |                                                                                        |
| 歐洲足協圖圖盃 冠軍 | 1           | 1996/97年                                                                              |

## 球員名單（2025/26）
1. 粗體字為新加盟球員（青年隊提升不計）。
2. 者為傷患球員。
3. 2025年夏季轉會窗（英语：List of French football transfers summer 2025）：6月1日至10日，6月16日至9月1日。

### 目前效力
| 編號  | 國籍     | 球員名字                               | 位置           | 出生日期 | 加盟年份 | 前屬球會    | 转会费      |
| 門 將 | 門 將    | 門 將                                  | 門 將          | 門 將    | 門 將    | 門 將       | 門 將       |
| ----- | -------- | -------------------------------------- | -------------- | -------- | -------- | ----------- | ----------- |
| 30    | 法國     | 马蒂厄·帕图耶（Mathieu Patouillet）    | 門將           | 21       | 2023     | 青年队      | --          |
| 40    | 法國     | （Rémy Descamps）                      | 門將           | 29       | 2024     | 南特        | 自由轉會    |
| -     | 斯洛伐克 | 多米尼克·格雷夫（Dominik Greif）       | 門將           | 28       | 2025     | 馬略卡      | 400萬歐元   |
| 後 衛 |          |                                        |                |          |          |             |             |
| 16    | 巴西     | （Abner Vinícius）                     | 左後衛         | 25       | 2024     | 贝蒂斯      | 800萬歐元   |
| 19    | 塞内加尔 | （Moussa Niakhaté）                    | 中堅           | 29       | 2024     | 诺丁汉森林  | 3,190萬歐元 |
| 20    | 法國     | 萨尔·（Saël Kumbedi）                  | 右闸           | 20       | 2022     | 勒阿弗尔    | 100萬歐元   |
| 22    | 安哥拉   | （Clinton Mata）                       | 右闸           | 32       | 2023     | 布魯日      | 500萬歐元   |
| 36    | 摩洛哥   | （Achraf Laaziri）                     | 左闸           | 22       | 2022     | 青年队      | --          |
| 55    | 克罗地亚 | （Duje Ćaleta-Car）                    | 中堅           | 28       | 2023     | 南安普顿    | 400萬歐元   |
| 中 場 |          |                                        |                |          |          |             |             |
| 4     | 科特迪瓦 | 保羅·（Paul Akouokou）                 | 中場／防中     | 27       | 2023     | 贝蒂斯      | 300萬歐元   |
| 5     | 比利时   | （Orel Mangala）                       | 中场           | 27       | 2024     | 诺丁汉森林  | 2,340萬歐元 |
| 7     | 法國     | （Jordan Veretout）                    | 中场           | 32       | 2024     | 马赛        | 400万欧元   |
| 8     | 法國     | （Corentin Tolisso）                   | 中场           | 31       | 2022     | 拜仁慕尼黑  | 自由轉會    |
| 15    | 美国     | 坦納·（Tanner Tessmann）               | 中场           | 23       | 2024     | 威尼斯      | 600萬歐元   |
| 21    | 荷兰     | 鲁本·克鲁伊韦特（Ruben Kluivert）      | 中堅           | 24       | 2025     | 卡薩皮亞    | 378萬歐元   |
| 23    | 英格兰   | 泰勒·莫顿（Tyler Morton）              | 防守中場       | 22       | 2025     | 利物浦      | 1,000萬歐元 |
| 34    | 法國     | 馬哈馬杜·迪亞瓦拉（Mahamadou Diawara） | 中场           | 20       | 2023     | 青年队      | --          |
| 98    | 英格兰   | （Ainsley Maitland-Niles）             | 防守中場／右閘 | 27       | 2023     | 阿森纳      | 自由轉會    |
| 前 鋒 |          |                                        |                |          |          |             |             |
| 11    | 比利时   | 馬利克·福法娜（Malick Fofana）         | 右翼           | 20       | 2024     | 根特        | 1,700萬歐元 |
| 37    | 加纳     | （Ernest Nuamah）                      | 左翼           | 21       | 2023     | RWD莫倫比克 | 2,850萬歐元 |
| 69    | 格鲁吉亚 | 乔治·（Georges Mikautadze）            | 右翼           | 24       | 2024     | 梅斯        | 1,850萬歐元 |

亚历山大·拉卡泽特、科朗坦·托利索和安東尼·盧比斯分別為本隊隊長、副隊長、第三隊長及第四隊長。

1. ↑  租借一季(23/24)後買斷
2. ↑  租借下半季(23/24)後買斷，租借費1,170萬歐元
3. ↑  另浮動條款65萬歐元
4. ↑  另浮動條款500萬歐元
5. ↑  租借一季(23/24)後買斷

### 外借球員
| 編號             | 國籍             | 球員名字         | 位置             | 出生日期         | 加盟年份         | 外借球會         | 外借球季         |
| 2025年夏季轉會窗 | 2025年夏季轉會窗 | 2025年夏季轉會窗 | 2025年夏季轉會窗 | 2025年夏季轉會窗 | 2025年夏季轉會窗 | 2025年夏季轉會窗 | 2025年夏季轉會窗 |
| ---------------- | ---------------- | ---------------- | ---------------- | ---------------- | ---------------- | ---------------- | ---------------- |
| -                | 美国             | （Matt Turner）  | 門將             | 31               | 2025             | 新英格蘭革命     | 25/26球季        |

### 離隊球員
1. 『*』為先租出一季或半季後售出。

| 編號             | 國籍             | 球員名字                         | 位置             | 出生日期         | 加盟年份         | 加盟球會         | 转会费           |
| 2025年夏季轉會窗 | 2025年夏季轉會窗 | 2025年夏季轉會窗                 | 2025年夏季轉會窗 | 2025年夏季轉會窗 | 2025年夏季轉會窗 | 2025年夏季轉會窗 | 2025年夏季轉會窗 |
| ---------------- | ---------------- | -------------------------------- | ---------------- | ---------------- | ---------------- | ---------------- | ---------------- |
| 3                | 阿根廷           | 尼古拉斯·塔格利亞菲可（Nicolás Tagliafico）  | 左閘             | 32               | 2022             | 自由球員         | 自由轉會         |
| 10               | 法國             | 阿歷山大·拉卡傑特（Alexandre Lacazette） | 前鋒             | 34               | 2022             | 尼奥姆           | 自由轉會         |
| 14               | 巴西             | 阿德列爾松（Adryelson）          | 中堅             | 27               | 2024             | 艾華斯爾         | 220萬歐元        |
| 17               | 阿尔及利亚       | （Saïd Benrahma）                | 翼鋒／攻中       | 30               | 2024             | 尼奥姆           | 1,200萬歐元*     |
| 18               | 法國             | （Rayan Cherki）                 | 右翼             | 22               | 2019             | 曼城             | 3,650萬歐元      |
| 23               | 阿根廷           | （Thiago Almada）                | 中場             | 24               | 2025             | 保地花高         | 租借歸還         |
| 23               | 巴西             | 盧卡斯·佩瑞（Lucas Perri）       | 門將             | 27               | 2024             | 列斯聯           | 1,600萬歐元      |
| 24               | 法國             | （Johann Lepenant）              | 后腰             | 22               | 2022             | 南特             | 250萬歐元*       |
| 27               | 瑞典             | 阿明·萨尔（Amin Sarr）           | 前鋒             | 24               | 2022             | 維羅納           | 350萬歐元*       |
| 27               | 葛摩             | 沃梅德·奧馬利（Warmed Omari）          | 後衛             | 25               | 2024             | 雷恩             | 租借歸還         |
| 31               | 塞尔维亚         | （Nemanja Matić）                | 中場             | 37               | 2024             | 自由球員         | 自由轉會         |

## 著名球員
- 積基特（Aimé Jacquet）
- 杜明尼治（Raymond Domenech）
- 泰簡拿（Jean Tigana）
- 佐卡夫（Jean Djorkaeff）
- 馬列（Steve Marlet）
- 贝尔纳·拉孔布（Bernard Lacombe）
- （Bruno N'Gotty）
- （Ludovic Giuly）
- （Pierre-Alain Frau）
- （Florent Malouda）
- （Eric Abidal）
- （Karim Benzema）
- 侯賽姆·奧瓦爾（Houssem Aouar）
- （Giovane Elber）
- （Edmilson Gomes）
- 桑尼·安達臣（Sonny Anderson）
- （Juninho Pernambucano）
- （John Carew）
- （Tiago Mendes）
- （Michael Essien）
- （Fabio Grosso）
- （Milan Baroš）

## 所有权和财务状况
奥林匹克里昂俱乐部于1987年6月15日被罗纳河地区的商人让-米歇尔·奥卢斯收购。让-米歇尔·奥卢斯是CEGID（Compagnie Européenne de Gestion par l'Informatique Décentralisée）的创始人兼首席运营官。他在偿还了俱乐部的债务后，重组了俱乐部的管理层和财务状况，并在20年的时间里将该俱乐部从一个二级联赛球队转变为全球最富有的足球俱乐部之一。然而，让-米歇尔·奥卢斯因将俱乐部运营得像一家企业而受到批评。在此期间，俱乐部的控股公司OL Groupe在欧洲证券交易所上市，简称OLG。目前，让-米歇尔·奥卢斯担任欧洲俱乐部协会的董事会成员，该协会是代表欧洲足球俱乐部的体育组织。他还是已废止的G-14组织的最后一任主席。
2008年4月，《福布斯》商业杂志将里昂评为全球第13有价值的足球队。该杂志估计该俱乐部的价值为4.08亿美元（2.756亿欧元），不包括债务。根据德勤足球财富联盟的数据，2007-2008赛季里昂的年收入达到1.557亿欧元，在全球范围内属于收入最高的足球俱乐部之一，排名第12位。
2016年，中国私募股权基金IDG Capital Partners以1亿欧元收购了奥林匹克里昂集团20%的股份。
2022年12月，美国商人约翰·特克斯特完成了对俱乐部的收购，拥有俱乐部77.49%的股份，成为新的俱乐部所有者。根据这项安排，俱乐部表示让-米歇尔·奥卢斯将继续担任至少三个赛季的主席。然而，于2023年5月8日宣布，约翰·特克斯特取代让-米歇尔·奥卢斯成为OL Groupe的主席兼首席执行官，从而成为奥林匹克里昂的新主席，结束了奥卢斯36年的统治。在奥卢斯任内，男子和女子团队共赢得了50多个重要的冠军头衔。让-米歇尔·奥卢斯被任命为名誉主席，据《L'Equipe》报道，奥卢斯将获得1000万欧元的补偿，并保留俱乐部9%的股份。